# Curt Wägerth
Curt Herman Wägerth, född 1940 i Engelbrekts församling, Stockholm, död 9 augusti 2002 i Ljusterö-Kulla församling, Stockholms län, var en svensk smideskonstnär. 
Curt Wägerth växte upp i Vallentuna, där hans var trädgårdsmästare och startade sin yrkesbana som konstsmed där. Från år 1970 och till sin död verkade han vid Wira bruk. Han var man till Lena Wägerth och far till Jonas Wägerth, som drivit konstsmidet vidare på Wira bruk.
I långhusets norra fönster i Vallentuna kyrka finns ett långskepp från vikingatiden i smide av Curt Wägerth från år 1994 